# 新华镇 (临泽县)
新华镇，是中华人民共和国甘肃省张掖市临泽县下辖的一个乡镇级行政单位。

## 行政区划
新华镇下辖以下地区：
大寨村、长庄村、富强村、胜利村、宣威村、西街村、向前村、新柳村、亢寨村、新华村和明泉村。